# プリズン・サバイブ
『プリズン・サバイブ』（原題: Felon）は、2008年のアメリカ映画。日本では劇場公開されずビデオスルーされた。

## ストーリー
ウェイド･ポーターは愛する妻子と幸せな毎日を送っていた。だがそんなある日、家に強盗が押し入ってくる。家族を守るため、武器を手に応戦するウェイドだったが、誤って相手を殴殺してしまう。裁判の結果、正当防衛は認められず、過剰防衛だという判決を下されたウェイドは、刑務所に3年間収監されることになる。しかし、その刑務所は凶悪犯ばかりを収監しており、しかも看守達は汚職に塗れているといった最悪の環境だった。そこで彼は、連続殺人犯のジョン・スミスと同じ房になる。彼から刑務所で生きていく術を学んだウェイドは、一刻も早く家族に逢いたいと願うのだが、彼に様々な試練が襲いかかる。

## キャスト
※括弧内は日本語吹替
- ウェイド・ポーター - スティーヴン・ドーフ（小山力也）
- ジョン・スミス - ヴァル・キルマー（山路和弘）
- ジャクソン副看守長 - ハロルド・ペリノー（坂口候一）
- ローラ・ポーター - マリソル・ニコルズ（岡寛恵）
- マギー - アン・アーチャー（五十嵐麗）
- ゴードン・カムローズ - サム・シェパード（千田光男）
- スノーマン - ジョニー・ルイス（檀臣幸）
- ダニー・サムソン - クリス・ブラウニング